# Friedrich Wilhelm Grosman
Friedrich Wilhelm Grosman (* 9. Oktober 1816 in Köln; † 17. Dezember 1879 ebenda) war ein deutscher Jurist und Reichstagsabgeordneter.
Grosman besuchte das Gymnasium in Köln, studierte Jura in Bonn und Heidelberg. Danach wurde er Auskultator und Referendar beim Landgericht in Köln, bis er 1847 ausschied, um sich um die Bewirtschaftung seines Gutes zu kümmern. Vom 23. November 1855 ab war er Mitglied der stadtkölnischen Armenverwaltung bis zu deren Reorganisation am 1. Juli 1871.
Von 1871 bis 1877 war er Mitglied des Deutschen Reichstags für das Zentrum für den Wahlkreis Regierungsbezirk Köln 2 (Köln-Land). Sein Bruder Nicola Philipp Grosman war von 1871 bis 1877 Reichstagsabgeordneter für den Wahlkreis Köln 1 (Köln-Stadt).